# Miss Italia 1979

Cinzia Fiordeponti

Cinzia Fiordeponti con altre concorrenti

Miss Italia 1979 si svolse per la prima volta a Viareggio, in un'unica serata il 2 settembre 1979. Il concorso è stato condotto da Nino Fuscagni e Vanna Brosio con la direzione artistica e l'organizzazione di Enzo Mirigliani. Presidente della giuria era Paolo Cavallina. Vincitrice di questa edizione la diciannovenne Cinzia Fiordeponti di Pescara. Si tratta della prima edizione del concorso ad essere trasmessa in televisione.

## Risultati
| Risultato finale       | Concorrente               |
| ---------------------- | ------------------------- |
| Miss Italia 1979       | - – Cinzia Fiordeponti    |
| 2ª classificata        | - – Elena Nardi           |
| 3ª classificata        | - – Renata Winkler        |
| 4 classificata         | - – Carla Albizzati       |
| 5ª classificata        | - – Maria Rosaria Masella |
| Miss Eleganza          | - – Roberta Tozzi         |
| Miss Cinema            | - – Laura Lega            |
| Miss Linea Sprint      | - – Helen Brania          |
| Signorina Grandi Firme | - – Pinuccia Tramontana   |
| La Bella Italiana      | - – Rossana Gavinel       |
| Ragazza In d'Italia    | - – Elena Nardi           |

## Concorrenti
01) Pinuccia Tramontana (Miss Cinema Valle d'Aosta)

02) Carole Boriello (Miss Valle d'Aosta)

03) Barbara Musso (Miss Liguria)

04) Cinzia Fiordeponti (Miss Abruzzo)

05) Maria Rosaria Masella (Miss Puglia)

06) Adriana Ranieri (Miss Cinema Puglia)

07) Lucia Galeone (Miss Eleganza Puglia)

08) Carmela Bentia (Miss Piemonte)

09) Patrizia Coccia (Miss Piemonte)

10) Maria Grazia Pulzato (Miss Lombardia)

11) Claudia Mori (Miss Cinema Lombardia)

12) Nicoletta Libiari (Miss Eleganza Lombardia)

13) Katy Sara Rocchetti (Miss Trentino Alto Adige)

14) Helen Brania (Miss Cinema Trentino Alto Adige)

15) Rossana Gavinel (Miss Friuli Venezia Giulia)

16) Elena Novelio (Miss Cinema Friuli Venezia Giulia)

17) Roberta Sinichelotto (Miss Veneto)

18) Viviana Visentin (Miss Cinema Veneto)

19) Roberta Corsini (Miss Emilia)

20) Giuseppina Criscuolo (Miss Cinema Emilia)

21) Carla Albizzati (Miss Romagna)

22) Renata Winkler (Miss Cinema Romagna)

23) Paola Barbani (Miss Eleganza Toscana)

24) Michela Comberlato (Miss Cinema Toscana)

25) Cinzia Barcucci (Miss Toscana)

26) Liana D'Agostino (Miss Marche)

27) Paola Tenforti (Miss Lazio)

28) Rita Tinfori (Miss Cinema Lazio)

29) Nina Patania (Miss Calabria)

30) Elisabetta Cavalli (Miss Cinema Calabria)

31) Lucia Ferrara (Miss Campania)

32) Annamaria Valietta (Miss Cinema Campania)

33) Eufemia Cornacchia (Miss Lucania)

34) Elisabetta Lami (Miss Bussola)

35) Elena Nardi (Ragazza In Friuli)

36) Silvia Scatfin (Ragazza In Marche)

37) Susanna Arecco (Ragazza In Liguria)

38) Eliana di Ferdinando (Ragazza In Abruzzo)

39) Marina Furlan (Ragazza In Veneto)

40) Laura Lega (Ragazza Linea Sprint Liguria)